# Sydmotorvejen
Der Sydmotorvejen („Südautobahn“; interne Bezeichnung M30) ist eine dänische Autobahn im Zug der Europastraße 47 und der Europastraße 55, die am Autobahnkreuz Motorvejskryds Køge Vest aus der Aufspaltung der von Kopenhagen kommenden Autobahn Køge Bugt Motorvejen (E 20, E 47, E 55) in die Autobahn Vestmotorvejen und den Sydmotorvejen (E 47, E 55) entsteht und als Teil der Vogelfluglinie (dänisch: Fugleflugtslinjen) zum Fährhafen Rødbyhavn führt. Der Ersatz der Fährverbindung nach Deutschland durch einen Straßentunnel (Feste Fehmarnbeltquerung) ist im Bau.

## Verlauf

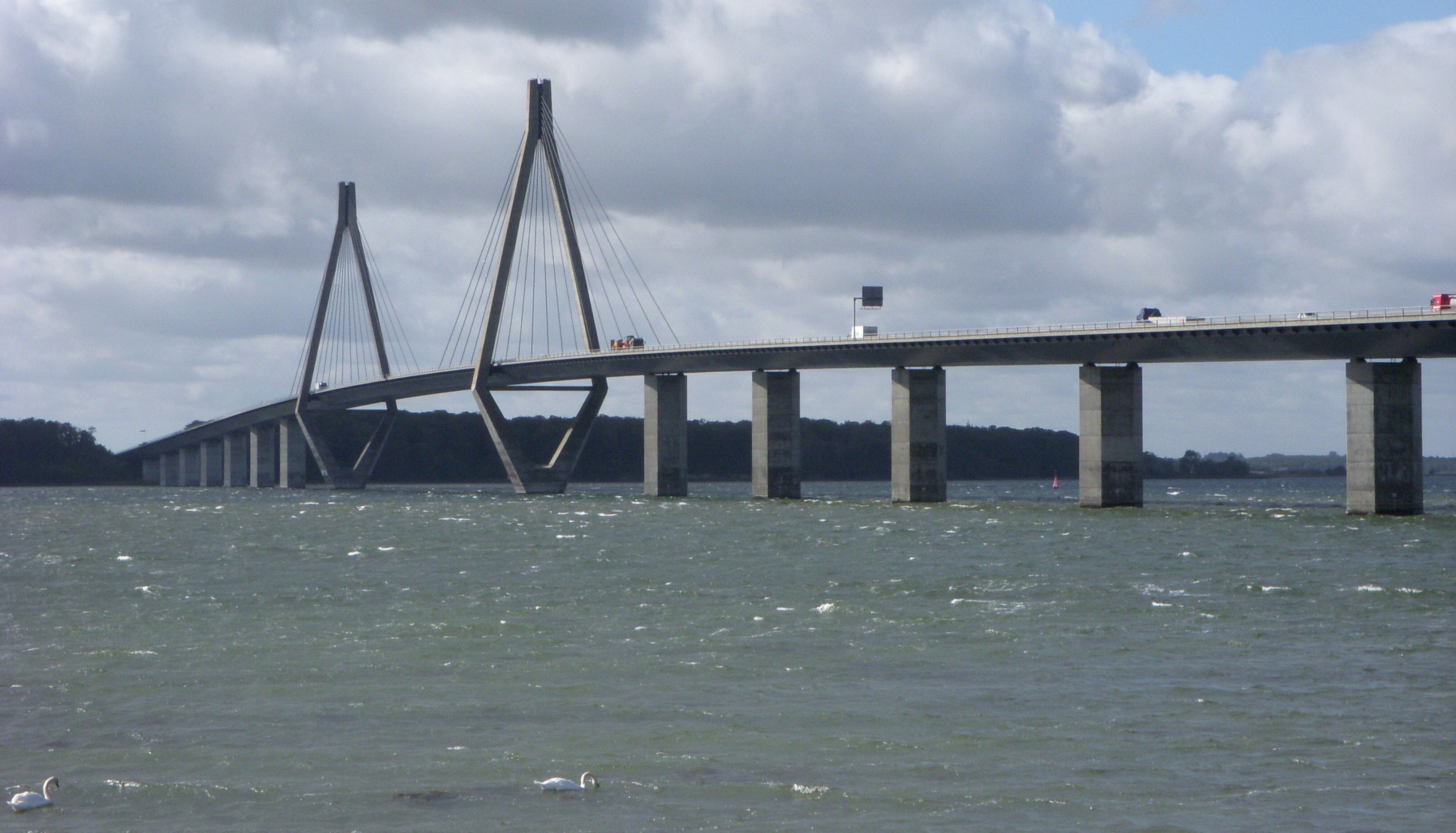
Farøbroerne, Südbrücke

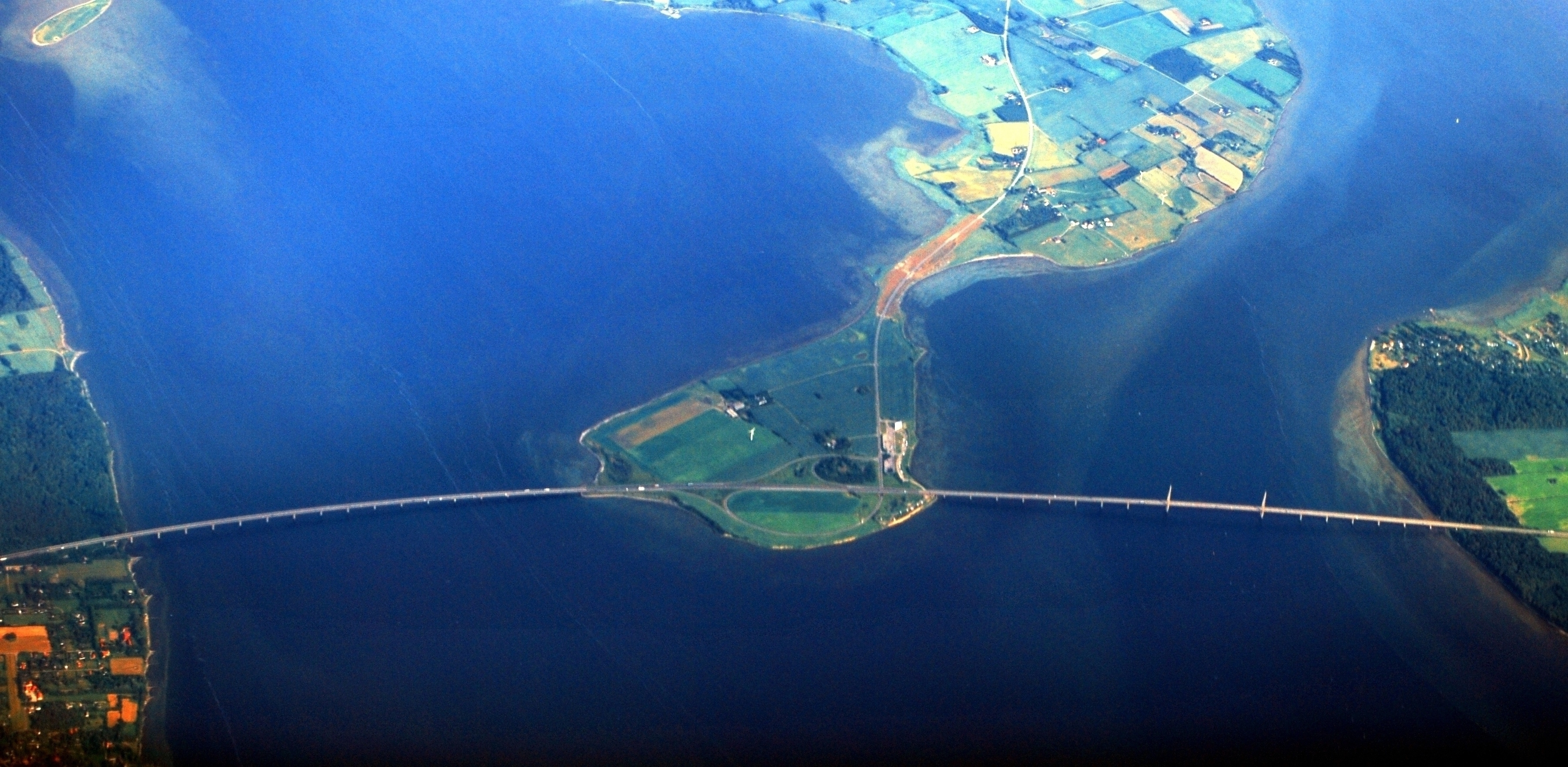
Farøbroerne, Luftaufnahme

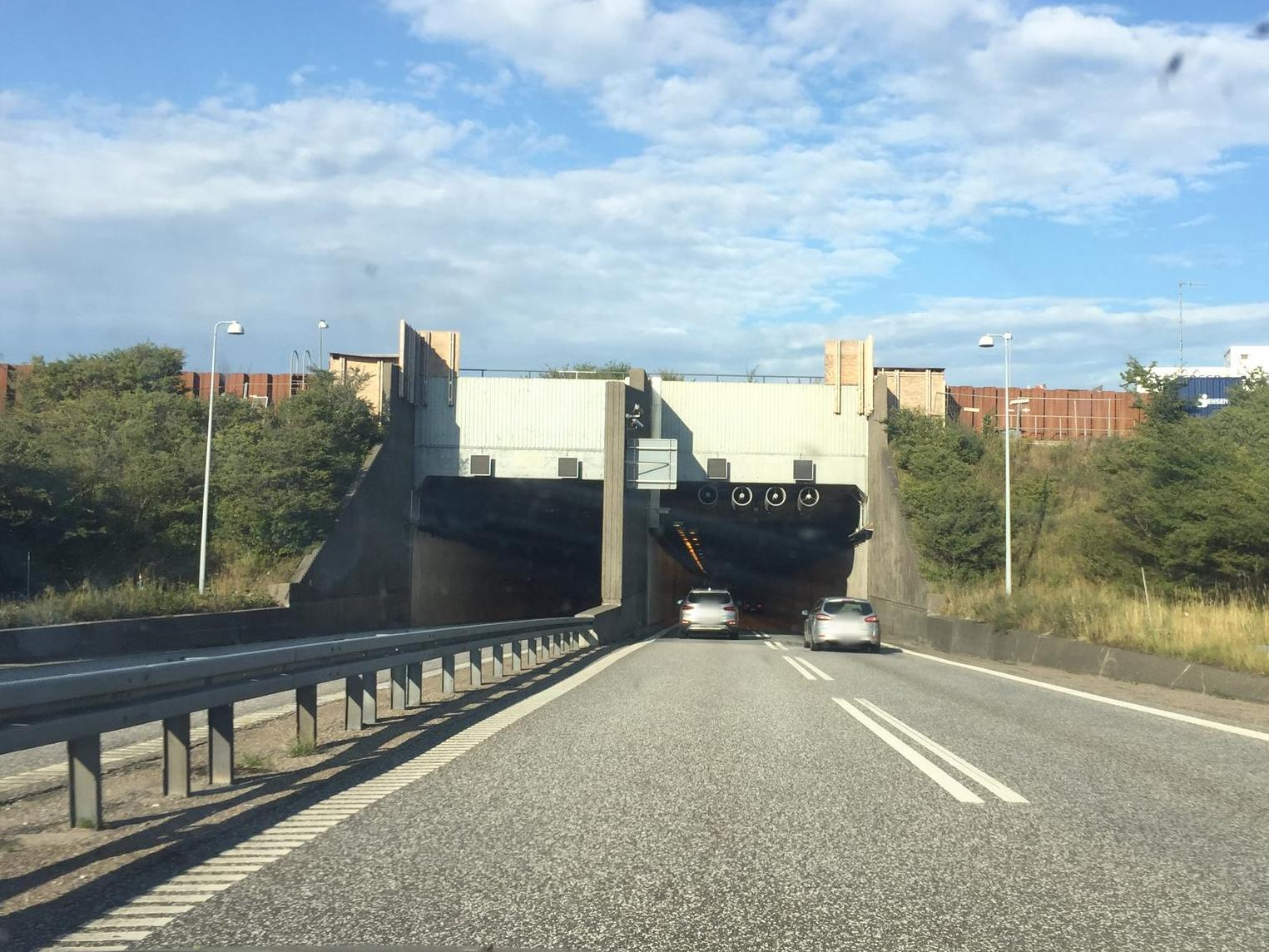
Guldborgtunnelen, Westportal

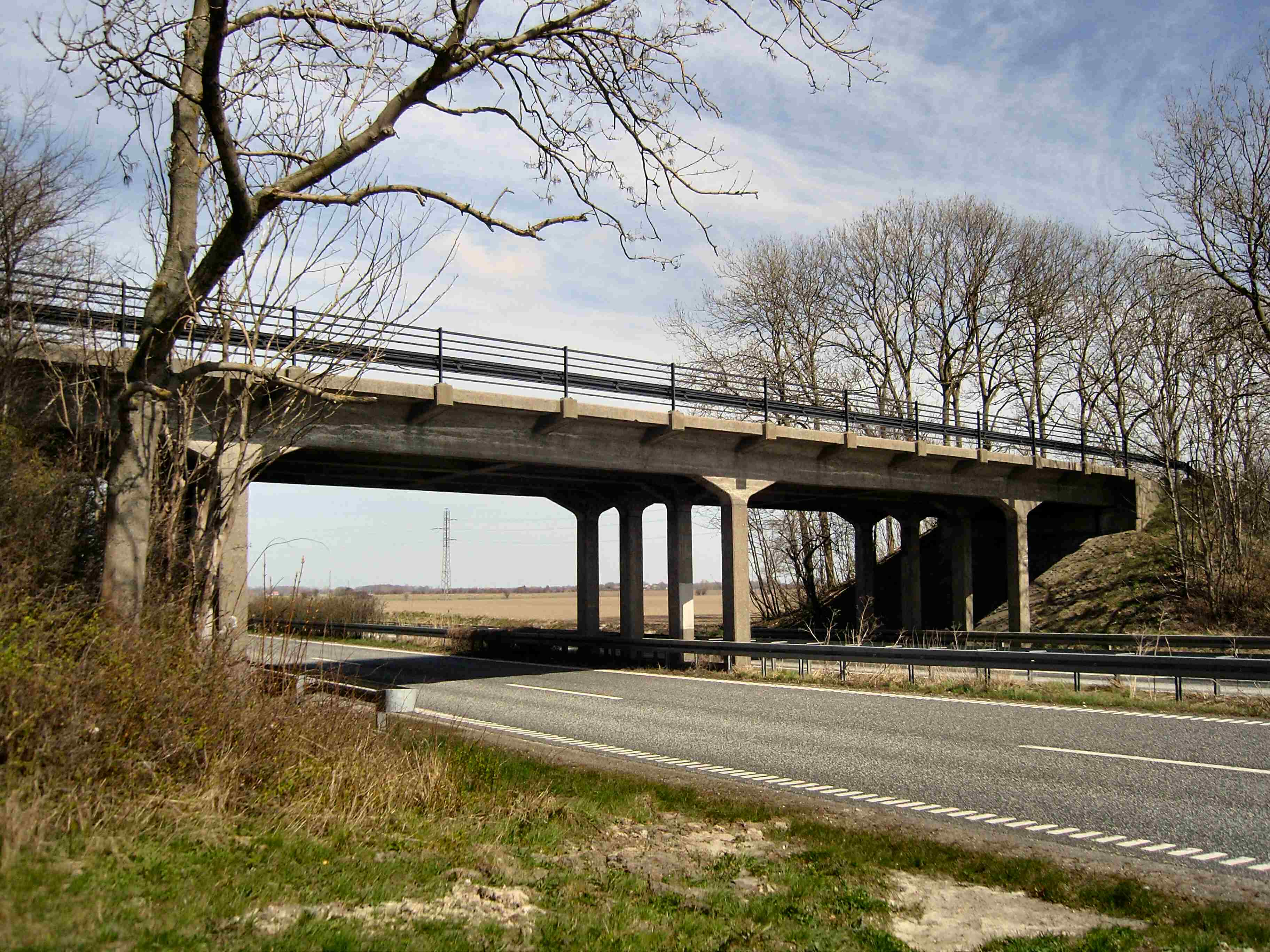
Die während er Besetzungszeit errichtete Straßenbrücke Lundegårdsbro

Von ihrem Beginn nordwestlich von Køge führt die Autobahn in südsüdwestlicher Richtung über die Insel Seeland (Sjælland) östlich an Haslev vorbei und über die Meerenge Storstrømmen mittels der beiden Brücken Farøbroerne auf die Insel Falster. Im Zug der Durchquerung dieser Insel zweigt die E 55 zum Fährhafen Gedser ab. Der Sydmotorvejen setzt sich nach Südwesten fort, unterquert den die Inseln Falster und Lolland trennenden Guldborgsund im Tunnel Guldborgsundtunnelen und führt an Sakskøbing und Maribo vorbei nach Rødbyhavn. Von dort verbindet eine kombinierte Eisenbahn- und Autofähre mit der deutschen Insel Fehmarn.

## Geschichte

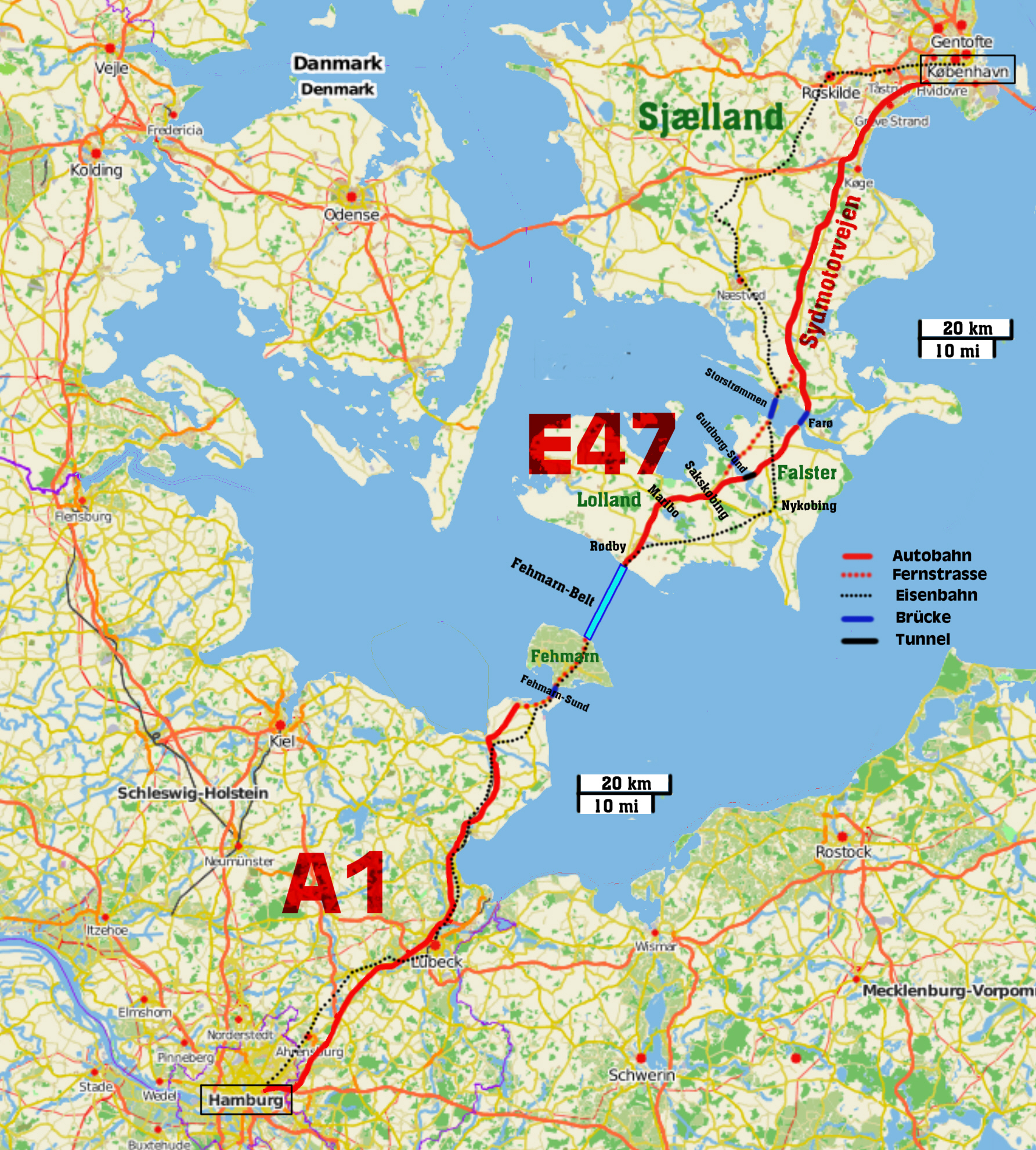
Karte der Vogelfluglinie

Während der deutschen Besatzung Dänemarks im Zweiten Weltkrieg wurde zwischen Rødbyhavn und Majbølle am Guldborgsund mit Erdarbeiten für die Reichsautobahn „Strecke 145“ begonnen. Einige Brücken wurden fertiggestellt. Die Bauten wurden nach 1950 in das dänische Straßennetz einbezogen. Die Autobahn wurde abschnittsweise zwischen 1963 und 1990 eröffnet, jedoch erfolgte der vierspurige Ausbau zwischen den Ausfahrten 44 (Eskilstrup) und 46 (Majbølle) erst 2007.

## Ausbauzustand
Die Autobahn weist durchgängig zwei Streifen pro Fahrtrichtung auf.